# Берга (Эльстер)
Берга (нем. Berga) — город в Германии, в земле Тюрингия.
Входит в состав района Грайц. Население составляет 3539 человек (на 31 декабря 2010 года). Занимает площадь 43,49 км². Официальный код — 16 0 76 004.
Город подразделяется на 13 городских районов.